# Hilda Ochoa-Brillembourg
Hilda Ochoa-Brillembourg   (Caracas, 1945) és una dona de negocis veneçolana i presidenta i cap executiu del Grup Estratègic d'Inversió (Strategic Investment Group, SIG) que va fundar el 1987. És una excap d'inversió del Banc Mundial i membre de diversos consells d'administració ben coneguts.

## Joventut i educació
Ochoa-Brillembourg va obtenir un BS en economia de la Universitat Catòlica Andres Bello de Caracas. És una analista financera certificada (CFA) i va rebre la seva MPA del John F. Kennedy School of Government a la Universitat Harvard el 1971. Com a membre del programa Fulbright-Hays, el va completar tot excepte una dissertació cap a un doctorat en administració empresarial a l'Escola de Negocis Harvard.

## Carrera professional
Ochoa-Brillembourg va servir com a cap d'inversió i assessora d'actius, i responsables al Banc Mundial. Va ser tresorera de CA Luz Eléctrica de Venezuela i consultora financera independent per al Ministeri de Desenvolupament de Veneçuela, el Ministeri de Relacions Exteriors de Veneçuela i el Grup Cisneros.
Ochoa-Brillembourg és directora executiva d'Ashmore EMM LLC. És membre de la junta directiva del Consell de l'Atlàntic, de la Unió de Crèdits del Banc Mundial / Fons Monetari Internacional, General Mills, Harvard Management Company, de les empreses McGraw-Hill, Orquestra Simfònica Nacional de l'Òpera de Washington i és presidenta de l'Orquestra de les Amèriques.
És membre del comitè d'inversió de la fundació de la família Rockefeller, els comitès consultius del Rockefeller Center for Latin American Studies, el Hauser Center for Nonprofit Organizations a la Universitat Harvard, i assessora de gestió de Sun Trust-Asset.
Ochoa-Brillembourg també és membre del Comitè Executiu de Fons d'Assistència de Petites Empreses, i és vicepresidenta en funcions del Grup dels Cinquanta (G-50) en el Fons Carnegie per a la Pau Internacional.
Ha publicat articles a Financial Analyst Journal and Refixes & Investments, i ha aparegut a Fortune, SmartMoney, Money Magazine, Investment News, CNN Español, MSNBC i Wall Street Week.
Va rebre la Medalla d'assoliment de la trajectòria de l'Associació Fulbright de 2005.
Actualment és membre de la junta directiva de Cementos Pacasmayo, el segon productor de ciment més gran del Perú.
La revista Smart Money la va incloure entre el Power 30 de Negocis. També va ser nomenada per la revista Money com una de les 50 dones més intel·ligents en negocis dels Estats Units durant 2000 i el 2002, la revista de negocis hispans la va incloure com una de les 50 millors dones hispanes en negocis.

## Vida personal
Està casada amb Arturo E. Brillembourg.